# Acauã
Acauã är en kommun i Brasilien.   Den ligger i delstaten Piauí, i den östra delen av landet, 1 100 km nordost om huvudstaden Brasília. Antalet invånare är 6 749.
Omgivningarna runt Acauã är huvudsakligen savann. Runt Acauã är det mycket glesbefolkat, med 6 invånare per kvadratkilometer.